# Асанова, Наталья Владимировна
Наталья Владимировна Асанова (узб. Natalya Vladimirovna Asanova; 29 ноября 1989 года, Андижан, Узбекистан) — узбекская легкоатлетка, специализирующаяся на коротких дистанциях с барьерами, мастер спорта Республики Узбекистан международного класса. В 2006 году на Чемпионате Азии среди юниоров завоевала серебряную медаль. Участница Летних Олимпийских игр 2012 и Летних Олимпийских игр 2016 года, призёр Чемпионата Азии по лёгкой атлетике.

## Карьера
Начала заниматься лёгкой атлетикой в 2000 году под руководством тренера Вячеслава Якубовича.
С 2006 года начала успешно выступать на международной арене. На Чемпионате Азии по лёгкой атлетике среди юниоров в Макао завоевала серебряную медаль в беге на 100 метров с барьерами с результатом 14.24 секунд.
В 2009 году на Чемпионате Азии по лёгкой атлетике в Гуанчжоу (Китай) на 400 метров с барьерами показала результат 59.37 секунд и завоевала бронзовую медаль.
В 2010 году на Летних Азиатских играх в Гуанчжоу (Китай) на дистанции 400 метров с барьерами показала результат 57.25 секунд и заняла лишь шестое место.
В 2011 году на Чемпионате Азии по лёгкой атлетике в Кобе (Япония) на дистанции 400 метров с барьерами с результатом 59.72 секунд была лишь восьмой. На Чемпионате Малайзии в Куала-Лумпур показала результат 58,73 секунд на дистанции 400 метров с барьерами и завоевала золотую медаль.
В 2012 году на Летних Олимпийских играх в Лондоне (Великобритания) в полуфинале на дистанции 400 метров с барьерами с результатом 58.05 секунд заняла лишь седьмое место и не прошла дальше.
В 2014 году на Летних Азиатских играх в Инчхон (Республика Корея) на дистанции 400 метров с барьерами с результатом 60.42 секунд заняла лишь восьмое место. В этом же году на Чемпионате Азии по лёгкой атлетике в помещении в Гуанчжоу (Китай) на дистанции 400 метров с результатом 56.96 секунд заняла шестое место.
В 2016 году на Чемпионате Таджикистана в Душанбе в беге на 400 метров с барьерами показала результат 56.19 секунд и завоевала лицензию на Летние Олимпийские игры в Рио-де-Жанейро (Бразилия). На XXXI Летних Олимпийских играх в квалификации пробежала на 400 метров с барьерами с результатом 1:02.37 минут и не прошла дальше, покинув соревнования.
В 2018 году завершила спортивную карьеру.